# Michaela Bornemann
Michaela Bornemann (ur. 17 marca 1971 w Grazu) – austriacka judoczka. Olimpijka z Barcelony 1992, gdzie zajęła dziewiąte miejsce w kategorii 48 kg. Piąta w mistrzostwach Europy w 1989, 1990 i 1992. Druga w 1989 i trzecia w 1990 na mistrzostwach świata wojskowych. Dziesięciokrotna medalistka kraju; pierwsza w latach 1987–1992, 1994-1996 roku.
- Turniej w Barcelonie 1992

Wygrała z Amerykanką Valerie Gotay (walkowerem) i Annikką Mutanen z Finlandii, a przegrała z Maríą Villapol z Wenezueli, a w ćwierćfinale z Salimą Souakri z Algierii.